# Lubutana perplexa
Lubutana perplexa är en tvåvingeart som beskrevs av Louis-Paul Mesnil 1955. Lubutana perplexa ingår i släktet Lubutana och familjen parasitflugor. Inga underarter finns listade i Catalogue of Life.